# Islotes Escarceos
Los islotes Escarceos (en inglés: The Fridays) son un grupo de islotes que forman parte de las islas Sebaldes (Jason) al noroeste de las islas Malvinas. La toponimia tradicional hispana la considera parte de las "islas Las Llaves". Esta distinción no existe en inglés entre los dos grupos de islas. Se localizan al oeste de la isla Salvaje del Este y al norte de la isla Chata.
En estos islotes está uno de los puntos que determinan las líneas de base de la República Argentina, a partir de las cuales se miden los espacios marítimos que rodean al archipiélago.